# Laoise Murray
Laoise Catherine Murray (née le 14 août 1996 à Dublin) est une actrice irlandaise, principalement connue pour avoir tenu le rôle d'Elizabeth Tudor dans la série Les Tudors.

## Filmographie

### Cinéma
- 2012 : A Love Affair : Bonnie
- 2013 : A New Reign: Henry VIII's Power : Catherine Howard
- 2013 : A Sacred Death : Catherine Howard

### Télévision
- 2010 : Les Tudors : Elizabeth Tudor
- 2011 : Merlin : Salvia